# O Tengu
En la mitología japonesa, el O Tengu o «Gran Tengu» tiene el trazo humano, con una apariencia más temible que los de la otra clase, con una expresión feroz y amenazante. Presenta una inmensa nariz, prominencia que representa el orgullo y la arrogancia. Tiene un abanico de plumas y viste en ocasiones una capa roja. Se les presenta vestidos como un Yamabushi, gorro incluido y con alas de águila, lo que provoca que se asimile o interrelacione los Tengu y los Yamabushi. Desempeñan la función de jefes, cada uno de éstos tiene un grupo de Karasu Tengu a sus órdenes.
- Datos: Q6047812